# Nuestros Héroes de la Guerra del Pacífico
Nuestros Héroes de la Guerra del Pacífico es una serie de televisión histórica de 1979, dirigida por Carlos Barrios Porras y que fue emitida en el canal estatal peruano Canal 7 con motivo del centenario del inicio de la Guerra del Pacífico, conflicto armado iniciado en 1879 entre Bolivia, Chile y Perú.

## Producción
Fue producida por el Instituto Nacional de Teleducación (INTE), organismo del Gobierno Revolucionario de la Fuerza Armada encargado de crear contenido audiovisual educativo. El guion se basó en un libro de Max Obregón Mikkelsen.

### Reestreno
La serie tuvo una reposición en 1987.

## Argumento
La serie narraba los hechos ocurridos durante la Guerra del Pacífico, a través de una familia peruana.

## Episodios
Originalmente la serie de televisión tenía previsto una duración de cuatro años y 53 capítulos, pero finalmente solo se produjeron 10 episodios:
1. La declaratoria de guerra al Perú
2. El combate naval de Iquique
3. Nobleza y acción de Grau
4. Segundo combate de Iquique
5. Combate de Antofagasta
6. Combate de Angamos
7. Campaña de Tarapacá
8. Batalla de Tarapacá
9. Batalla de Arica (1ra. parte)
10. Batalla de Arica (2da. parte)

## Reparto
Algunos miembros del reparto fueron:
- Luis Carrasco como Miguel Grau.
- Antonio Arrué como Alfonso Ugarte.
- Luis Álvarez como Andrés Avelino Cáceres.
- Ricardo Combi como Roque Sáenz Peña.
- Alejandro Anderson como Francisco Bolognesi.
- Ricardo Fernández como Mariano Ignacio Prado.
- Pablo Fernández como José Antonio de Lavalle.
- Victor Prada como Melitón Carvajal.
- Humberto Cavero como Gregorio Albarracín.
- Linda Guzmán como Dolores Cabero (esposa de Miguel Grau).
- Inés Sánchez Aizcorbe como Rosa Vernal (madre de Alfonso Ugarte).
- Reynaldo Arenas como Bacilio.
- Enrique Avilés como el grumete Alberto Medina.
- Mario León como Pablo.